# Марко Ракоњац
Марко Ракоњац (Бијело Поље, 25. април 2000) црногорски је фудбалер који тренутно наступа за Диошђер, на позајмици из московске Локомотиве.

## Каријера
Ракоњац је тренирао фудбал у родном Бијелом Пољу, где је био члан Сјеверне звијезде. Каријеру је започео у локалном Јединству, члану црногорске Прве лиге. Клуб је напустио у марту 2017, а потом је неколико месеци био регистрован за Полимље. Одатле је лета исте године приступио Чукаричком, где је најпре потписао стипендијски уговор. Следеће године потписао је трогодишњи професионални уговор. После игара у омладинској екипи отишао је на једногодишњу позајмицу у ИМТ. С клубом је освојио Српску лигу Београда, за такмичарску 2019/20, која је услед ванредног стања у Србији због пандемије ковида 19 прекинута после 17. кола. По повратку у Чукарички потписао је нови четворогодишњи уговор. За први тим је дебитовао наредне сезоне, а пуну афирмацију стекао је током такмичарске 2021/22. Крајем априла 2022. потписао је уговор с московском Локомотивом у трајању од четири године. Медији су пренели да је вредност трансфера процењена на два и по милиона евра. Почетком фебруара 2023. прешао је у Црвену звезду на позајмицу до краја такмичарске 2022/23. уз право откупа. За такмичарску 2023/24. прослеђен је на позајмицу у ТСЦ из Бачке Тополе. Годину дана касније, такође у својству уступљеног фудбалера, каријеру је наставио у Диошђеру.

## Репрезентација
Ракоњац је наступао за све млађе репрезентативне узрасте Црне Горе. За сениорски тим је дебитовао у марту 2022, на пријатељској утакмици са Грчком.

## Статистика

### Клупска
Ажурирано 5. јула 2024.
|                              |          |                      |     |    |   |   |   |   |   |   |     |    |  |  |
| Јединство Бијело Поље        | 2016/17. | Прва лига Црне Горе  | 6   | 0  | 0 | 0 | — | — | — | — | 6   | 0  |  |  |
|                              |          |                      |     |    |   |   |   |   |   |   |     |    |  |  |
| Чукарички                    | 2017/18. | Суперлига Србије     | —   | —  | — | — | — | — | — | — | 0   | 0  |  |  |
| Чукарички                    | 2018/19. | Суперлига Србије     | 0   | 0  | 0 | 0 | — | — | — | — | 0   | 0  |  |  |
| Чукарички                    | 2019/20. | Суперлига Србије     | 0   | 0  | — | — | 0 | 0 | — | — | 0   | 0  |  |  |
| Чукарички                    | 2020/21. | Суперлига Србије     | 31  | 1  | 1 | 0 | — | — | — | — | 32  | 1  |  |  |
| Чукарички                    | 2021/22. | Суперлига Србије     | 26  | 11 | 1 | 0 | 1 | 0 | — | — | 28  | 11 |  |  |
| Чукарички                    | Укупно   | Укупно               | 57  | 12 | 2 | 0 | 1 | 0 | — | — | 60  | 12 |  |  |
|                              |          |                      |     |    |   |   |   |   |   |   |     |    |  |  |
| Локомотива Москва            | 2022/23. | Премијер лига Русије | 12  | 0  | 3 | 0 | — | — | — | — | 15  | 0  |  |  |
|                              |          |                      |     |    |   |   |   |   |   |   |     |    |  |  |
| Црвена звезда (позајмица)    | 2022/23. | Суперлига Србије     | 13  | 4  | 4 | 1 | — | — | — | — | 17  | 5  |  |  |
|                              |          |                      |     |    |   |   |   |   |   |   |     |    |  |  |
| ТСЦ Бачка Топола (позајмица) | 2023/24. | Суперлига Србије     | 23  | 2  | 0 | 0 | 6 | 1 | — | — | 29  | 3  |  |  |
|                              |          |                      |     |    |   |   |   |   |   |   |     |    |  |  |
| Диошђер (позајмица)          | 2024/25. | Прва лига Мађарске   | 0   | 0  | 0 | 0 | — | — | — | — | 0   | 0  |  |  |
|                              |          |                      |     |    |   |   |   |   |   |   |     |    |  |  |
| Каријера                     | Каријера | Каријера             | 111 | 18 | 9 | 1 | 7 | 1 | — | — | 127 | 20 |  |  |
|                              |          |                      |     |    |   |   |   |   |   |   |     |    |  |  |

### Репрезентативна
Ажурирано 1. фебруара 2023.
| Црна Гора | Црна Гора | Црна Гора |
| Године    | Наступа   | Голова    |
| --------- | --------- | --------- |
| 2022.     | 1         | 0         |
| Укупно    | 1         | 0         |

## Трофеји и награде

### Екипно
ИМТ
- Српска лига Београд : 2019/20.[13]

Црвена звезда
- Суперлига Србије : 2022/23.[34]
- Куп Србије : 2022/23.[35]

### Појединачно
- Најбољи млади спортиста Општине Бијело Поље за 2016. годину[36]